# Cassimbazar
Cassimbazar est une ville de l'État du Bengale-Occidental, faisant partie du District de Calcutta.
Cassimbazar fut un port d'Outre-mer de première importance, du XVIe au XVIIIe siècle, jusqu'à ce que Calcutta le dépasse.
La ville possédait à cette époque différentes communautés et tout particulièrement une importante communauté arménienne,